# Пизистрат (син на Нестор)
Вижте пояснителната страница за други значения на Пизистрат.
Пизистрат (на старогръцки: Πεισίστρατος, Peisistratos, Pisistratus) в древногръцката митология е най-малкият син на Нестор (цар на Пилос) и внук на Нелей и на Хлорида. Според Омир майка му е Евридика, дъщеря на Климен. Според Аполодор майка му е Анаксибия, дъщеря на Кратий. Брат е на Пайзидика, Поликаста, Персей, Стратих, Арет, Ехефрон, Антилох и Тразимед.
Той е приятел на Телемах, синът на Одисей, и го придружава в пътуването му от Пилос до Спарта.
Според Херодот тирана на Атина Пизистрат се нарича на него.